# Izydor Galiński

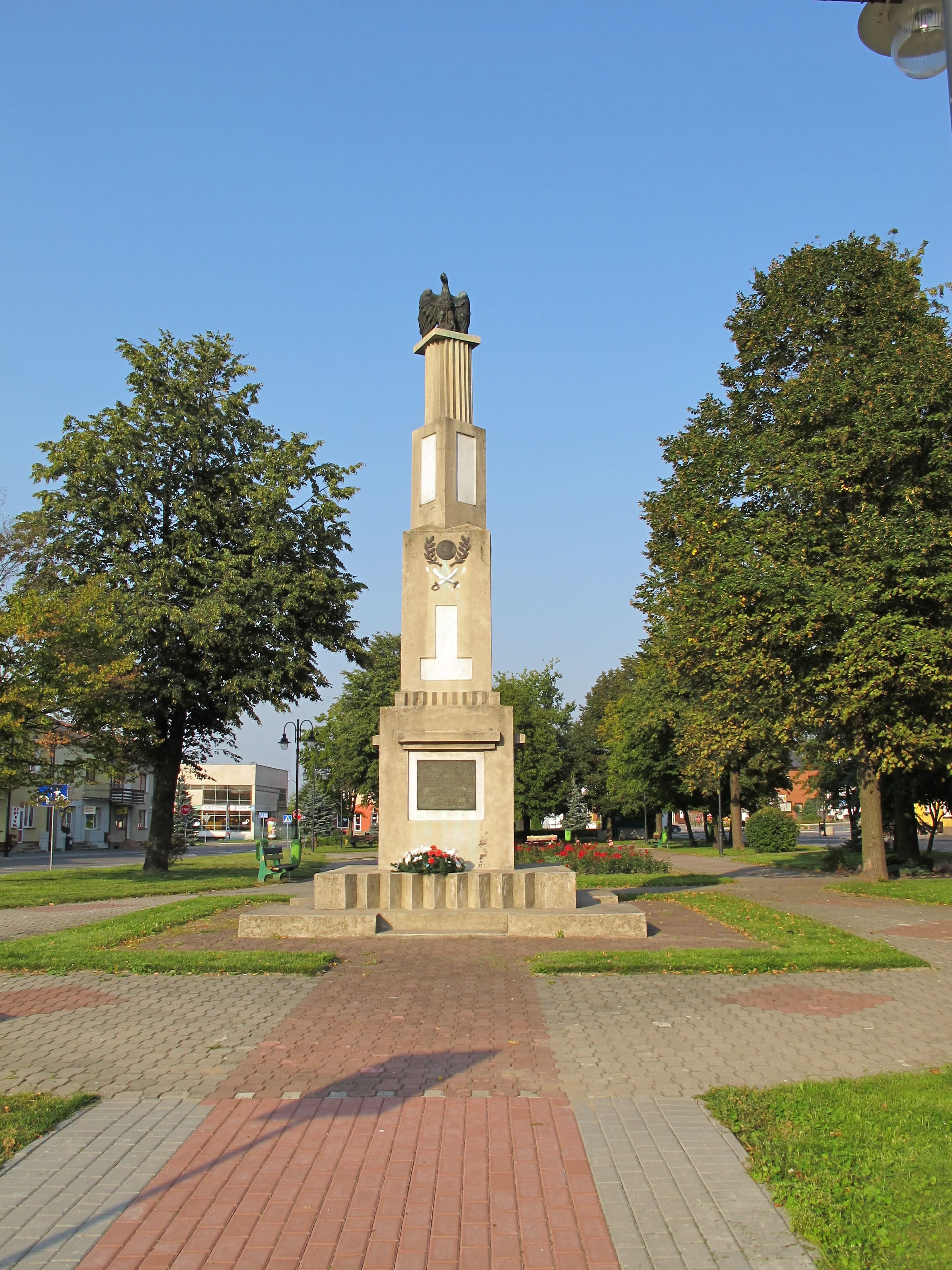
Pomnik w Wysokiem Mazowieckiem

Izydor Wiktor Galiński, ps. Starża, Mikołaj Daalluk (ur. 10 maja 1890 w Łomży, zm. 10 maja 1919 w Dyneburgu) – podporucznik żandarmerii Wojska Polskiego, działacz niepodległościowy, kawaler Orderu Virtuti Militari, inżynier, w opinii Wacława Jędrzejewicza „jeden z najwybitniejszych członków Polskiej Organizacji Wojskowej”.

## Życiorys
Urodził się 10 maja 1890 w Łomży, w rodzinie Adolfa, pomocnika notariusza, i Heleny z Jaworskich. Ukończył studia politechniczne, uzyskując dyplom inżyniera. Był członkiem Związku Strzeleckiego.
W czasie I wojny światowej działał w Polskiej Organizacji Wojskowej na stanowisku komendanta Obwodu Wysoko-Mazowieckiego i Okręgu X (później IV) Łomżyńskiego, a następnie obszaru Ober-Ostu (Białostockie i Suwalszczyzna). W sierpniu 1915 został zmobilizowany do Batalionu Warszawskiego POW, lecz w dniu wymarszu z Warszawy (22 sierpnia) został zatrzymany do dalszych prac w POW. W listopadzie 1918 jako komendant Okręgu IV POW kierował rozbrajaniem Niemców.
18 grudnia 1918 jako oficer POW został przyjęty do Wojska Polskiego z dniem 2 grudnia 1918 i mianowany podporucznikiem w żandarmerii. 2 lutego 1919 został odkomenderowany z Dowództwa Okręgu Generalnego Warszawa do Oddziału VI Informacyjnego Sztabu Generalnego. W styczniu 1919 został wysłany do Wilna na stanowisko komendanta Okręgu POW. 14 marca 1919 w Wilnie został zatrzymany przez bolszewików. 19 kwietnia razem z innymi członkami POW został wywieziony z Wilna do Mińska, a później do Dyneburgu i tam 10 maja 1919 (dniu swoich urodzin i imienin) o godz. 17.00 rozstrzelany razem z Feliksem Dyszlonkiem i Wacławem Pac-Pomarnackim.
10 listopada 1928 na cmentarzu Na Rossie w Wilnie została odsłonięta tablica pamiątkowa Obrońców Wilna, rozstrzelanych w Dyneburgu przez bolszewików w maju 1919. Został również upamiętniony na pomniku Bohaterów poległych za wolność Polski w powstaniach narodowych w latach 1794–1918 i walkach z najazdem bolszewickim w 1920 w Wysokiem Mazowieckiem.

## Ordery i odznaczenia
- Krzyż Srebrny Orderu Wojskowego Virtuti Militari nr 6045
- Krzyż Niepodległości z Mieczami – pośmiertnie 6 czerwca 1931[13] i 16 marca 1937 „za pracę w dziele odzyskania niepodległości”[14][5][15]
- Krzyż Walecznych – pośmiertnie 8 lipca 1922 za działalność w byłej POW[16][17][18]